# 法問寺
法問寺（ほうもんじ）は、東京都葛飾区にある浄土宗の寺院。

## 歴史
1559年（永禄2年）、中島種広の開基である。元々は現在地より100メートル南東に位置していたが、中川開削工事により、現在地に移転した。
1855年（安政2年）の大地震により、本堂が崩壊。その後1869年（明治2年）に再建された。1981年（昭和56年）に和風鉄筋コンクリート造の本堂が新築された。
寺宝の呑竜上人像は「子育て呑龍」と呼ばれ、崇敬の対象となっている。
墓地には、開基の中島種広の墓がある。

## 交通アクセス
- 青砥駅より徒歩12分（経路案内）。